# Racks 2 Skinny
"Racks 2 Skinny" é uma canção do grupo americano Migos, gravado para o futuro quarto álbum de estúdio do grupo Culture III (2020). Foi lançada como terceiro single do álbum em 11 de maio de 2020.

## Videoclipe
O videoclipe da música foi lançado no Youtube no dia 11 de maio de 2020.